# Ronalds Point
Der Ronalds Point (englisch; bulgarisch нос Роналдс nos Ronalds) ist eine Landspitze an der Nordküste von Elephant Island im Archipel der Südlichen Shetlandinseln. Sie liegt 22,4 km ostsüdöstlich des Kap Yelcho und 17 km westlich des Kap Valentine. Ihr vorgelagert sind 880 m westnordwestlich Biruni Island und 360 m nordnordöstlich Saffar Island.
Britische Wissenschaftler kartierten die Landspitze zuletzt 2009. Die bulgarische Kommission für Antarktische Geographische Namen benannte sie im April 2021 nach dem britischen Wissenschaftler und Erfinder Francis Ronalds (1788–1873), der den Oktant für das Vermessungswesen weiterentwickelt hatte.